# Điện

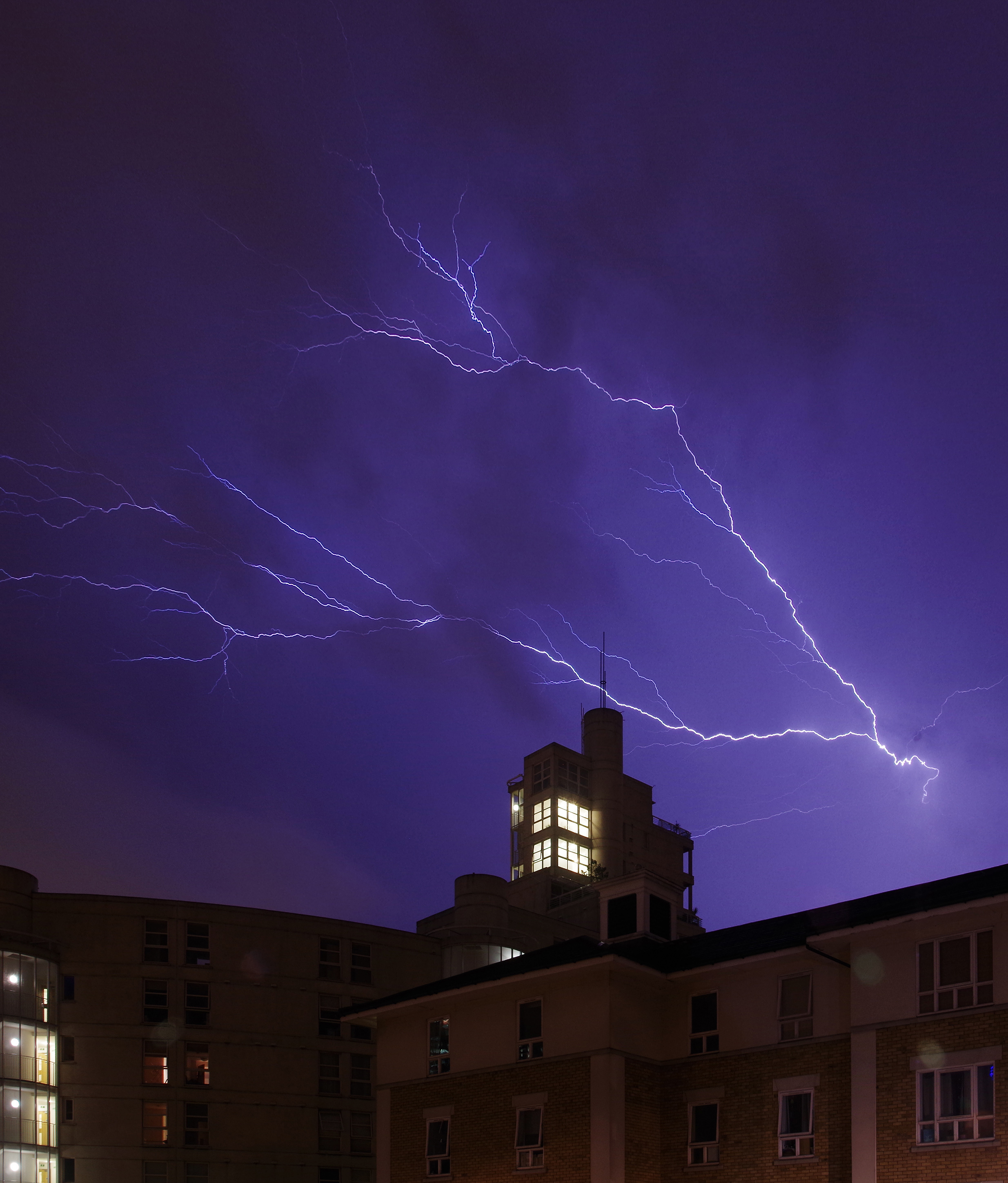
Tia sét và chiếu sáng đô thị là hai trong những hiện tượng ấn tượng nhất của điện.

Điện là tập hợp các hiện tượng vật lý đi kèm với sự có mặt và chuyển động của vật chất mang điện tích. Điện có mối liên hệ với từ tính, cả hai cùng nằm trong khuôn khổ của hiệu ứng điện từ, như được mô tả bởi các phương trình Maxwell. Có một số hiện tượng thường gặp liên quan đến điện, ví dụ như sét, tĩnh điện, sưởi điện và phóng điện.
Sự tồn tại một điện tích dương hoặc âm sẽ sinh ra điện trường. Sự di chuyển hay dòng các hạt điện tích được gọi là dòng điện và tạo ra từ trường. Trong hầu hết trường hợp, một lực tác dụng lên điện tích với độ lớn được cho bởi định luật Coulomb. Điện thế là khả năng của điện trường sinh công lên một hạt điện tích, được đo bằng vôn. Điện là thành phần chủ chốt của nhiều công nghệ hiện đại, được ứng dụng trong điện lực và điện tử học.
Người ta đã biết đến và nghiên cứu các hiện tượng điện từ thời cổ đại, mặc dù lý thuyết về điện vẫn còn phát triển chậm cho đến thế kỷ 17 và 18. Lý thuyết điện từ được phát triển vào thế kỷ 19, và giai đoạn cuối thế kỷ này chứng kiến sự bùng nổ của ngành kỹ thuật điện đưa nó vào ứng dụng trong công nghiệp và sinh hoạt hàng ngày. Sự phát triển nhanh chóng của kỹ thuật và công nghệ điện đã làm thay đổi nền công nghiệp cũng như xã hội loài người, trở thành động lực của cuộc cách mạng công nghiệp lần thứ hai. Tính linh hoạt của điện cho phép con người có thể ứng dụng nó vào vô số lĩnh vực như giao thông, ứng dụng nhiệt, chiếu sáng, viễn thông, và máy tính điện tử. Năng lượng điện ngày nay là xương sống của xã hội công nghiệp hiện đại.

## Lịch sử

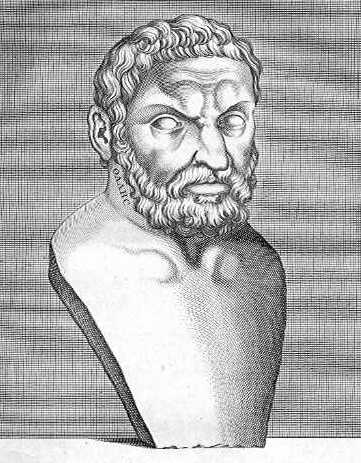
Thales, được cho là người đầu tiên nghiên cứu các hiện tượng điện.

Một thời gian dài trước khi có kiến thức về điện, con người đã nhận thức được những cú điện giật gây ra từ cá điện. Các văn liệu của người Ai Cập cổ đại có niên đại từ năm 2750 TCN đã đề cập đến những loài cá này với tên gọi "thiên lôi của sông Nin" và mô tả chúng là "kẻ bảo vệ" mọi loài cá khác. Cá điện được nhắc lại một ngàn năm sau bởi các nhà tự nhiên học và thầy thuốc Hy Lạp cổ đại, La Mã và Ả Rập. Nhiều nhà văn cổ đại như Pliny the Elder và Scribonius Largus đã chứng thực tác dụng làm tê liệt của điện giật phát ra từ cá da trơn phát điện và cá đuối điện, và biết rằng các cú giật này có thể truyền qua những vật dẫn điện. Bệnh nhân bị gút hoặc đau đầu được chỉ định chạm vào cá điện để mong rằng những cú giật có thể chữa được bệnh cho họ.
Các nền văn minh cổ đại quanh Địa Trung Hải đã biết một số vật, như miếng hổ phách, khi chà xát với lông mèo có thể hút được những vật nhẹ như da động vật. Thales của Miletos đã thực hiện những khảo cứu về hiện tượng tĩnh điện vào khoảng năm 600 TCN, mà ông cho rằng gây ma sát lên thanh hổ phách làm sinh ra nam châm, ngược lại với một số khoáng vật như magnetit vốn không cần chà xát. Thales đã không đúng khi cho rằng lực hút là do hiệu ứng tương tự như nam châm, nhưng sau này khoa học đã chứng minh giữa từ học và điện học có mối liên hệ với nhau. Theo một lý thuyết gây tranh cãi, người Parthia đã có những hiểu biết về kỹ thuật mạ điện, dựa trên một khám phá vào năm 1936 về khối pin Baghdad có đặc tính giống như pin Galvani, mặc dù người ta không chắc liệu khối pin này có bản chất liên quan đến điện hay không.

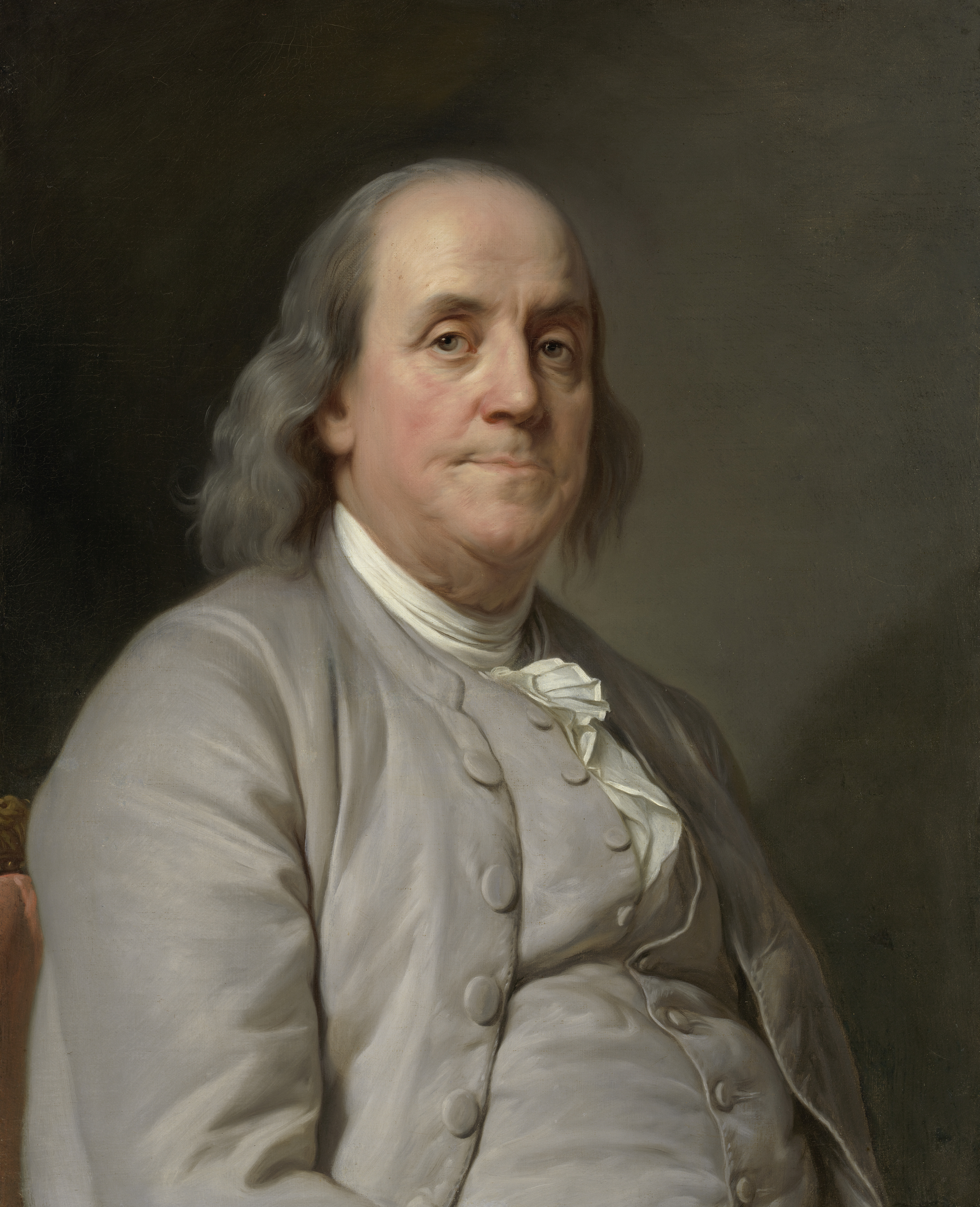
Benjamin Franklin thực hiện nhiều nghiên cứu về điện trong thế kỷ 18, như được Joseph Priestley (1767) miêu tả trong cuốn History and Present Status of Electricity, người đã có nhiều thư từ qua lại với Franklin.

Hiểu biết về điện vẫn chỉ là sự tò mò trí tuệ trong hàng nghìn năm cho đến tận giai đoạn 1600, khi nhà khoa học người Anh William Gilbert viết cuốn De Magnete, trong đó ông nghiên cứu chi tiết về điện học và từ học, tách bạch hiệu ứng từ đá nam châm lodestone với hiệu ứng tĩnh điện từ hổ phách bị chà xát. Ông đưa ra thuật ngữ Latinh mới electricus ("của hổ phách" hay "giống với hổ phách", xuất phát từ ήλεκτρον [elektron], tiếng Hy Lạp có nghĩa là "hổ phách") cho những vật có tính chất hút những vật nhỏ sau khi bị chà xát. Từ này là nguồn gốc của tiếng Anh cho từ "electric" và "electricity", xuất hiện đầu tiên trong bản in Pseudodoxia Epidemica của Thomas Browne năm 1646.
Các nhà khoa học Otto von Guericke, Robert Boyle, Stephen Gray và C. F. du Fay tiếp tục có những nghiên cứu sâu hơn về điện vào thế kỷ 17 và đầu thế kỷ 18. Trong thế kỷ 18, Benjamin Franklin đã bán tài sản của mình để ông có thể thực hiện nhiều cuộc nghiên cứu về điện. Tháng 6 năm 1752, ông thực hiện một thí nghiệm nổi tiếng khi gắn một chìa khóa kim loại vào cuối dây bị ướt của một cái diều và thả nó vào trong một cơn bão. Mục đích của ông trong thí nghiệm này nhằm tìm ra sự liên hệ giữa hiện tượng sét và điện. Ông cũng giải thích một nghịch lý kỳ lạ vào thời đó của chai Leyden khi cho rằng nó là thiết bị lưu trữ lượng lớn các điện tích.

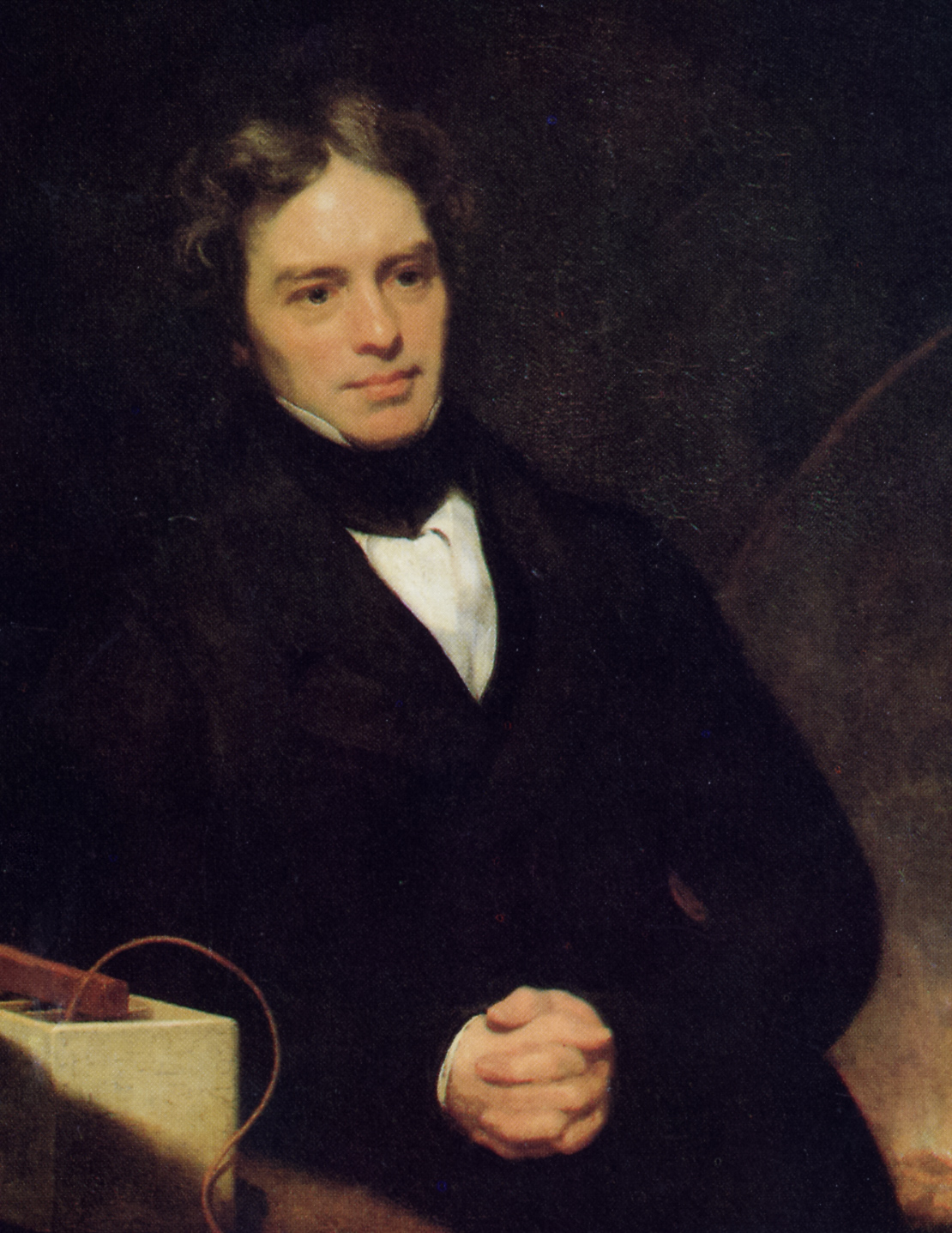
Michael Faraday thiết lập lên cơ sở của động cơ điện.

Năm 1775, Hugh Williamson trình báo cáo khoa học cho Hội Hoàng gia về một loạt thí nghiệm liên quan đến các cú giật do cá chình điện sinh ra; cùng năm, bác sĩ ngoại khoa và nhà giải phẫu học John Hunter đã mô tả cấu trúc các cơ quan phóng điện của cá. Năm 1791, Luigi Galvani công bố khám phá ra hiện tượng điện từ sinh học, chứng minh dòng điện là môi trường giúp cho các tế bào thần kinh truyền tín hiệu đến các cơ. Đến năm 1800, Alessandro Volta phát minh ra pin Volta, làm từ các tấm kẽm và đồng xếp đan xen nhau, mang lại cho các nhà khoa học một nguồn điện duy trì lâu hơn so với các nguồn tĩnh điện trước đó. Sự công nhận thuyết điện từ học, trong đó thống nhất giữa các hiện tượng điện và từ, là nhờ các đóng góp của Hans Christian Ørsted và
André-Marie Ampère trong giai đoạn 1819–1820. Michael Faraday phát minh ra động cơ điện vào năm 1821, và Georg Ohm đã thực hiện phân tích bằng toán học về mạch điện vào năm 1827. Điện học và từ học (và cả ánh sáng) cuối cùng được James Clerk Maxwell thống nhất lại với nhau bằng lý thuyết ông miêu tả trong tác phẩm "On Physical Lines of Force" năm 1861 và 1862.(tr148)
Trong khi đầu thế kỷ 19 chứng kiến tiến trình phát triển nhanh chóng của khoa học về điện, thì giai đoạn cuối thế kỷ này chứng kiến sự thúc đẩy mạnh mẽ của kỹ thuật điện. Gắn với tên tuổi của các nhà nghiên cứu như Alexander Graham Bell, Ottó Bláthy, Thomas Edison, Galileo Ferraris, Oliver Heaviside, Ányos Jedlik, William Thomson, Sir Charles Parsons, Ernst Werner von Siemens, Joseph Swan, Nikola Tesla và George Westinghouse, điện đã chuyển từ lý thuyết khoa học sang công cụ cơ bản cho nền văn minh hiện đại.
Năm 1887, Heinrich Hertz(tr843–844) phát hiện ra rằng khi chiếu tia cực tím vào tấm điện cực sẽ dễ dàng tạo ra sự phóng tia điện (electric spark) từ nó. Năm 1905 Albert Einstein công bố một bài báo nhằm giải thích các kết quả thực nghiệm từ hiệu ứng quang điện do Hertz khám phá khi cho rằng năng lượng ánh sáng bị lượng tử hóa thành các gói rời rạc, và những gói này truyền năng lượng cho electron bật ra. Bài báo này là một trong những đột phát khai sinh ra lý thuyết cách mạng cơ học lượng tử. Einstein được trao Giải Nobel Vật lý năm 1921 cho "sự khám phá của ông về hiệu ứng quang điện cũng như những nghiên cứu nền tảng cho vật lý học". Hiệu ứng quang điện là cơ sở cho sự hoạt động của pin Mặt Trời, cảm biến CCD trong máy ảnh số và nhiều ứng dụng khác.
Thiết bị sử dụng vật liệu trạng thái rắn đầu tiên là thiết bị dò sợi râu mèo ("cat's whisker" detector), dùng để thu tín hiệu vô tuyến trong thập niên 1930. Sợi râu tiếp xúc nhẹ với một tinh thể rắn (như tinh thể germanium) nhằm phát hiện ra tín hiệu radio thông qua hiệu ứng mối nối tiếp xúc. Trong linh kiện chất rắn, dòng điện bị hạn chế bởi các linh kiện bán dẫn và tổ hợp linh kiện nhằm bật tắt hay khuếch đại chúng. Dòng điện có thể biểu hiện dưới hai dạng: các electron mang điện âm, và các ion dương bị thiếu electron gọi là các lỗ trống electron. Các điện tích và lỗ trống này được giải thích theo ngôn ngữ của cơ học lượng tử, và chúng là cơ sở cho sự hoạt động của các chất bán dẫn.
Điện tử học thể rắn ra đời cùng với sự xuất hiện của công nghệ transistor. Loại transistor hoạt động đầu tiên là transistor có tiếp điểm với cấu tạo từ germani, do John Bardeen và Walter Houser Brattain phát minh tại phòng thí nghiệm Bell năm 1947, tiếp đó là transistor lưỡng cực vào năm 1948.

## Các khái niệm

### Điện tích

Điện tích cùng dấu trên lá vàng của điện nghiệm làm cho hai lá vàng đẩy nhau.

Sự có mặt của điện tích kéo theo xuất hiện lực điện từ: các điện tích tác dụng lực lên lẫn nhau, một hiệu ứng đã được biết tới từ thời cổ đại, mặc dù lúc đó người ta chưa hiểu bản chất của nó.(tr457) Một quả cầu nhẹ treo trên một sợi dây có thể được tích điện bằng cách dùng một thanh thủy tinh mang điện tích - sau khi chà vào áo - chạm vào quả cầu. Nếu một quả cầu khác giống với nó cũng được tích điện bằng cùng thanh thủy tinh, kết quả là hai quả cầu sẽ đẩy nhau khi đưa lại gần nhau: các điện tích đã tác dụng lực lên mỗi quả cầu. Hai quả cầu được tích điện bởi cùng một mẫu hổ phách cũng đẩy nhau. Tuy nhiên, nếu một quả được tích điện từ một thanh thủy tinh, còn quả kia được tích điện từ mẫu hổ phách, thì khi đưa lại gần chúng sẽ hút nhau. Những hiện tượng này đã được khảo cứu từ cuối thế kỷ 18 bởi Charles-Augustin de Coulomb, người đã khám phá ra các điện tích tác dụng theo hai cách khác nhau: các vật tích điện cùng dấu sẽ đẩy nhau và các vật tích điện trái dấu sẽ hút nhau.
Lực điện từ tác dụng lên chính các hạt mang điện, nên điện tích thường có xu hướng tự lan truyền đều nhau nhất có thể trên một bề mặt dẫn điện. Độ lớn của lực điện từ, cho dù là lực đẩy hay lực hút, sẽ tuân theo định luật Coulomb, một công thức liên hệ độ lớn của lực với tích của độ lớn các điện tích và có quan hệ bình phương nghịch đảo với khoảng cách giữa chúng.(tr35) Lực điện từ rất mạnh, có cường độ chỉ xếp sau tương tác mạnh, nhưng có phạm vi tác dụng tới vô hạn trên lý thuyết. Khi so sánh với lực yếu nhất là lực hấp dẫn, lực điện từ đẩy hai electron với độ lớn gấp 1042 lần so với lực hấp dẫn hút giữa chúng ở cùng một khoảng cách.
Điện tích có nguồn gốc từ một số dạng hạt hạ nguyên tử nhất định, trong đó electron và proton là hai loại hạt mang điện quen thuộc nhất. Điện tích làm xuất hiện cũng như tương tác với lực điện từ, một trong bốn tương tác cơ bản của tự nhiên. Kết quả thực nghiệm cho thấy nó là một đại lượng bảo toàn, có nghĩa là tổng điện tích của một hệ cô lập luôn không đổi bất kể có sự thay đổi nào diễn ra trong hệ đó. Trong hệ, điện tích có thể truyền giữa các vật, hoặc bởi tiếp xúc trực tiếp, hoặc bởi truyền qua vật trung gian, chẳng hạn như một sợi dây.(tr2–5) Thuật ngữ tĩnh điện liên quan đến sự có mặt (hoặc 'mất cân bằng') điện tích của một vật thể, thường xảy ra khi vật liệu bị chà xát với nhau, dẫn đến truyền điện tích từ vật này sang vật kia.
Các electron và proton mang điện tích trái dấu, lần lượt là điện tích âm và điện tích dương. Benjamin Franklin là người đầu tiên đã quy ước ra điện tích âm và điện tích dương cho các vật mà ông thí nghiệm. Lượng điện tích trên mỗi vật hay hạt được ký hiệu là Q có đơn vị đo bằng coulomb; mỗi electron mang lượng điện tích như nhau và bằng −1,6022×10−19 coulomb. Proton có cùng giá trị điện tích như vậy nhưng trái dấu, và bằng +1,6022×10−19  coulomb. Điện tích là thuộc tính không chỉ ở vật chất, mà còn ở phản vật chất, mỗi phản hạt mang cùng giá trị điện tích nhưng trái dấu so với hạt tương ứng của nó.
Có một số dụng cụ để đo điện tích, như ban đầu các nhà khoa học sử dụng điện nghiệm lá vàng, vốn vẫn còn được dùng trong các trường học ngày nay, và đã được thay thế bằng các điện kế điện tử chính xác hơn.(tr2–5)

### Dòng điện
Dòng điện xuất hiện khi có sự di chuyển của các điện tích, với cường độ của dòng điện được đo bằng ampere. Dòng điện có thể chứa bất kỳ loại điện tích di chuyển nào, mà thường gặp đó là electron, nhưng bất kỳ điện tích nào chuyển động cũng tạo nên dòng điện.
Vì lý do quy ước trong lịch sử, chiều dương của dòng điện được định nghĩa có cùng chiều với hướng di chuyển của các điện tích dương chứa trong nó, hoặc là hướng truyền từ phần cực dương trong mạch sang phần cực âm. Dòng điện định nghĩa theo cách này gọi là dòng điện quy ước. Trong các mạch điện tử, chiều dương của dòng điện là chiều ngược với hướng chuyển động của các electron trong mạch. Tuy vậy phụ thuộc vào từng điều kiện, dòng điện có thể gồm dòng các hạt điện tích chạy theo một trong hai hướng, hay thậm chí cả hai hướng cùng một lúc. Quy ước chiều dương, chiều âm chỉ là cho đơn giản hóa trong các trường hợp.

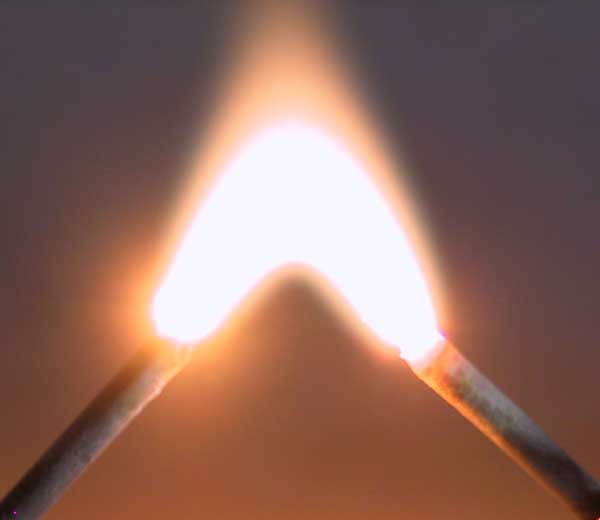
Hồ quang điện là một trong những biểu hiện của dòng điện năng lượng cao.

Sự dẫn điện là quá trình dòng điện truyền qua một vật liệu hay môi trường, và bản chất của nó thay đổi theo loại hạt điện tích và môi trường dòng điện truyền qua. Ví dụ của sự truyền điện bao gồm sự dẫn diện trong kim loại, khi các electron chạy trong chất dẫn như kim loại, và quá trình điện phân, khi các ion chạy trong chất lỏng, hoặc sự xuất hiện plasma như trong tia lửa điện. Trong khi các hạt tự chúng có thể di chuyển rất nhanh, đôi khi vận tốc trôi (drift velocity) trung bình chỉ bằng vài phần của 1 milimét trên giây,(tr17) trong khi điện trường phát sinh từ các hạt điện tích lan truyền với vận tốc xấp xỉ tốc độ ánh sáng, cho phép tín hiệu điện truyền một cách nhanh chóng qua sợi dây.
Dòng điện gây ra một vài hiệu ứng quan sát được, mà về mặt lịch sử thông qua các hiệu ứng này mà các nhà khoa học có thể biết đến sự có mặt của nó và nghiên cứu nó. Năm 1800, Nicholson và Carlisle khám phá ra sự phân ly của nước khi cho dòng điện xuất phát từ pin vônta chạy qua, quá trình này đã dẫn tới sự phát hiện ra quá trình điện phân. Công trình của họ đã được Michael Faraday mở rộng nghiên cứu vào năm 1833. Dòng điện chạy qua điện trở sẽ làm nóng cục bộ vật đó lên, một hiệu ứng được James Prescott Joule nghiên cứu và mô tả bằng toán học vào năm 1840.(tr23–24) Một trong những khám phá quan trọng nhất, xảy ra trong tình huống bất ngờ vào năm 1820, khi Hans Christian Ørsted đang chuẩn bị bài giảng, ông đã thấy sợi dây điện làm chuyển động kim la bàn đặt gần nó.(tr370) Ông khai phá ra ngành điện từ học với phát hiện về mối liên hệ mật thiết giữa từ học và điện học. Ngoài ra, các sóng điện từ phát ra từ hồ quang điện là đủ lớn để gây ra sự giao thoa sóng điện từ, và có thể làm ảnh hưởng đến sự hoạt động của các thiết bị đặt gần đó.
Trong kỹ thuật công nghiệp hoặc ứng dụng đời sống hàng ngày, dòng điện thường được miêu tả bằng dòng điện một chiều (DC) hoặc dòng điện xoay chiều (AC). Những thuật ngữ này liên quan đến tính chất biến đổi của dòng điện theo thời gian. Dòng điện một chiều, tạo ra từ pin và cung cấp năng lượng cho đa số các thiết bị điện tử, là dòng đơn hướng, với hướng truyền từ cực dương của mạch điện sang cực âm của mạch đó.(tr11) Nếu, và trong đa số các trường hợp, dòng này chứa các electron, thì các electron sẽ di chuyển theo hướng ngược lại. Dòng điện xoay chiều là dòng có chiều dòng điện đảo liên tục tuần hoàn tương tự như sóng sin.(tr206–207) Do vậy dòng xoay chiều di chuyển tới lui trong dây dẫn mà các hạt điện tích không hề di chuyển được một quãng đường nào theo thời gian. Giá trị trung bình theo thời gian của dòng điện xoay chiều là bằng không, nhưng nó mang năng lượng truyền đi theo một hướng, và sau đó là ngược lại. Dòng xoay chiều bị ảnh hưởng bởi các tính chất điện mà không xuất hiện hay xảy ra ở dòng điện một chiều trong trạng thái dừng, như độ tự cảm và điện dung.(tr223–225) Những tính chất này trở lên quan trọng đối với mạch điện khi nó ở trạng thái đáp ứng nhất thời, như lần đầu tiên được nạp năng lượng hay bật công tắc.

### Điện trường
Michael Faraday là người đầu tiên nêu ra khái niệm điện trường. Vật thể mang điện sẽ tạo ra trong không gian xung quanh nó một điện trường, và làm tác động lực lên những vật thể mang điện khác nằm trong trường này. Điện trường tác dụng giữa hai điện tích theo cách tương tự như trường hấp dẫn tác dụng giữa hai khối lượng: chúng được coi là có tầm tác dụng xa vô hạn và tỷ lệ nghịch với bình phương khoảng cách giữa hai vật. Tuy nhiên có một sự khác biệt quan trọng giữa hai trường này. Trường hấp dẫn luôn luôn hút mọi vật về phía nhau, trong khi điện trường có thể tác dụng lực đẩy hoặc lực hút lên các điện tích, tùy thuộc vào điện tích đó là dương hay âm. Do những vật thể lớn như các hành tinh nói chung về tổng thể trung hòa về điện, do đó điện trường của nó ở khoảng cách lớn coi như bằng 0. Do đó trường hấp dẫn thống trị ở thang khoảng cách lớn trong vũ trụ, mặc dù nó là tương tác yếu nhất trong các tương tác cơ bản.

Các đường sức trường đi ra khỏi điện tích dương.

Điện trường nói chung biến đổi trong không gian, và cường độ của nó tại một điểm bất kỳ được định nghĩa là lực (trên đơn vị điện tích) tác dụng lên một vật đứng yên có điện tích không đáng kể đặt tại điểm đó.(tr469–470) Khái niệm điện tích điểm, theo đó vật mang điện tích đủ nhỏ để điện trường tạo ra bởi điện tích điểm không gây ảnh hưởng đến điện trường khảo sát và nó phải đứng yên để tránh khỏi hiệu ứng sinh ra từ trường. Khi điện trường được định nghĩa theo phương pháp lực, mà lực là một đại lượng vectơ, do vậy điện trường là một trường vectơ có độ lớn và hướng.(tr469–470)
Nhánh nghiên cứu điện trường tạo ra từ điện tích đứng yên gọi là tĩnh điện học. Trường tĩnh điện có thể được minh họa bằng tập hợp những đường cong liên tục tưởng tượng mà hướng tại một điểm bất kỳ trên đường cong chính là hướng của điện trường tại điểm đó. Khái niệm này bắt nguồn từ Faraday, mà thuật ngữ "các đường sức" đôi khi vẫn còn được sử dụng. Các đường sức trường là quỹ đạo của một hạt điện tích điểm mà nó buộc phải chuyển động theo trong điện trường; tuy vậy các đường sức không tồn tại thực tế mà chỉ là khái niệm để cho dễ hình dung, và trường thấm vào mọi khoảng không gian giữa những đường sức này. Các đường sức có một số đặc điểm quan trọng: chúng bắt đầu từ điện tích dương và kết thúc tại điện tích âm; thứ hai chúng phải đi vào bất kỳ một vật dẫn nào dưới một góc vuông, và thứ ba chúng không bao giờ cắt nhau hoặc tạo thành một vòng kín.(tr479)
Mọi điện tích sẽ tồn tại ở mặt phía ngoài của một vật rỗng. Do đó điện trường sẽ bằng không tại mọi điểm bên trong vật dẫn.(tr88) Đây chính là nguyên lý hoạt động của lồng Faraday, một vỏ kim loại dẫn điện cho phép cô lập mọi thứ bên trong nó tránh khỏi ảnh hưởng của điện trường bên ngoài.
Các nguyên lý của tĩnh điện học là cơ sở quan trọng trong thiết kế các thiết bị điện áp cao. Có một ngưỡng giới hạn đối với cường độ điện trường mà một môi trường có thể chịu được. Vượt khỏi ngưỡng này, hiện tượng đánh thủng điện xuất hiện và hồ quang điện gây ra các tia lửa giữa các phần tích điện. Ví dụ đối với không khí, hồ quang điện giữa những khoảng nhỏ với cường độ điện trường vượt hơn 30 kV trên centimét. Trên những khoảng cách lớn hơn, cường độ trở lên nhỏ hơn, xuống còn 1 kV trên centimét.(tr2) Hiện tượng này hay gặp trong tự nhiên nhất chính là tia sét, khi các hạt điện tích bị tách ra trong các đám mây do sự dâng cao của cột khí, làm tăng điện trường trong không khí lớn hớn ngưỡng giới hạn mà nó có thể chịu được. Điện áp của các đám mây có tia sét có thể cao tới 100 MV và năng lượng giải phóng tới 250 kWh.(tr201–202)
Cường độ điện trường bị ảnh hưởng lớn bởi các vật dẫn điện gần nó, và nó đặc biệt mạnh khi nó bị buộc phải lượn theo những vật sắc nhọn. Nguyên lý này được ứng dụng trong các cột thu sét, cột nhọn nhằm thu hút sét đánh về phía nó hơn là đánh xuống các công trình xây dựng mà nó bảo vệ.(tr155)

### Điện thế

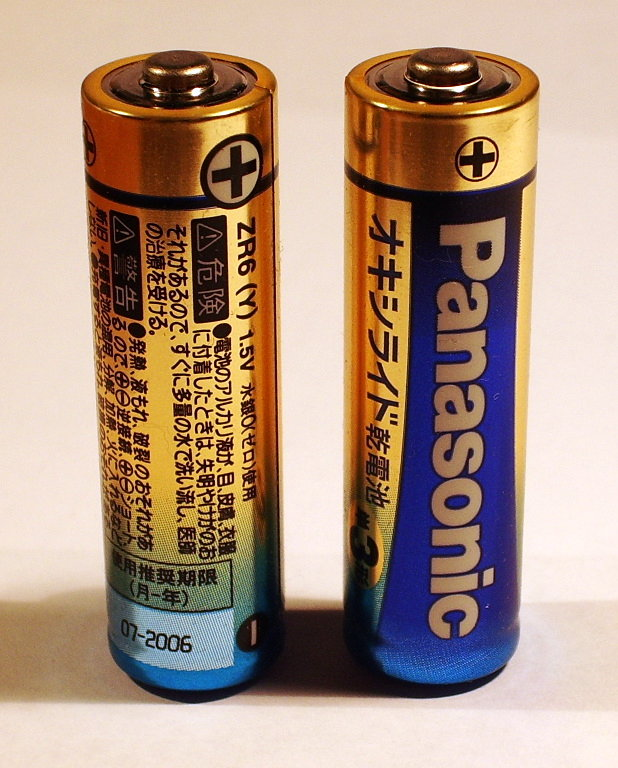
Cặp pin AA. Dấu + và - lần lượt là cực dương và cực âm của pin.

Khái niệm điện thế liên hệ mật thiết với điện trường. Một điện tích điểm đật trong điện trường sẽ chịu một lực tác dụng, và cần công để di chuyển hạt từ vị trí này đến vị trí khác trong điện trường. Điện thế tại một điểm bất kỳ được định nghĩa bằng năng lượng cần thiết để đưa một hạt mang điện tích đơn vị từ xa vô tận đi chậm dần đến điểm đó. Đơn vị đo của điện thế thường bằng vôn, và 1 vôn tại một điểm là điện thế mà công bằng 1 joule cần thiết để đưa điện tích điểm có giá trị 1 coulomb từ xa vô tận đến điểm đó.(tr494–498) Định nghĩa chính thức này về điện thế trong thực tế lại có ít ứng dụng, và các nhà vật lý sử dụng khái niệm hữu ích hơn là hiệu điện thế, là năng lượng cần thiết để di chuyển một điện tích đơn vị giữa hai điểm xác định trong điện trường. Điện trường có một tính chất đặc biệt đó là tính bảo toàn, có nghĩa là năng lượng để di chuyển hạt giữa hai điểm trong điện trường là đại lượng không đổi bất kể quỹ đạo của hạt giữa hai điểm đó là như thế nào chăng nữa.(tr494–498) Đơn vị vôn cũng được sử dụng cho khái niệm hiệu điện thế thường sử dụng trong thực tế.
Vì mục đích ứng dụng, sẽ có ích khi định nghĩa một điểm tham chiếu chung cho tính toán và so sánh điện thế. Trong khi điểm này có thể là ở xa vô hạn, một điểm tham chiếu ích lợi hơn đó là bề mặt Trái Đất, mà được giả sử là có điện thế bằng nhau tại khắp mọi nơi. Điểm tham chiếu này do vậy mà có tên gọi tiếp địa. Các nhà vật lý giả sử bề mặt Trái Đất chứa vô hạn các điện tích âm và điện tích dương, và do đó nó không thể tích điện và xả điện thêm.
Điện thế là một đại lượng vô hướng, có nghĩa là nó chỉ có độ lớn và không có hướng. Điều này tương tự như định nghĩa độ cao: giống như thả một vật rơi giữa hai độ cao trong trường hấp dẫn, do vậy một điện tích sẽ 'rơi' qua điện thế trong điện trường. Giống như bình đồ với các đường đồng mức nối các điểm có cùng độ cao, tập hợp các đường nối các điểm có cùng điện thế (gọi là đường đẳng điện thế) có thể vẽ ra xung quanh một vật tĩnh điện. Các đường đẳng điện thế cắt vuông góc các đường sức điện trường. Chúng cũng phải song song với bề mặt của vật dẫn điện, nếu không điều này sẽ sinh ra một lực làm di chuyển các điện tích tới những vị trí không đều về điện thế.
Điện trường được định nghĩa một cách hình thức bằng lực tác dụng lên một đơn vị điện tích điểm, nhưng khái niệm điện thế đem lại cách định nghĩa điện trường tương đương và hữu ích hơn đó là: điện trường là gradien cục bộ của điện thế. Với đơn vị điện trường là vôn trên mét, hướng vectơ điện trường là hướng theo đường có độ dốc lớn nhất của điện thế, và nơi các đường đẳng thế nằm gần nhau nhất.(tr60)

### Nam châm điện

Từ trường bao quanh dây dẫn điện.

Khám phá của Ørsted năm 1821 về từ trường tồn tại xung quanh mọi phía của một dây dẫn mang dòng điện cho thấy có một mối liên hệ trực tiếp giữa điện và từ. Hơn nữa, sự tương tác dường như khác so với lực hấp dẫn và lực tĩnh điện, hai lực được biết đến thời đó. Lực tác dụng lên kim la bàn không hướng vào hay ra xa dây dẫn điện, mà thay vào đó là tác dụng vuông góc với kim la bàn.(tr370) Ørsted đã hiểu sai khi cho rằng điện tác dụng theo chiều xoay tròn. Lực cũng phụ thuộc vào hướng của dòng điện, nếu dòng điện đảo chiều, thì lực tác dụng cũng đảo ngược chiều.
Ørsted không hiểu đầy đủ khám phá của ông, nhưng ông đã quan sát thấy hiệu ứng một cách tương hỗ: dòng điện tác dụng lực lên nam châm, và từ trường cũng tác dụng lực lên dòng điện. Hiệu ứng được khảo sát kỹ hơn bởi Ampère, người khám phá ra rằng hai dây dẫn đặt song song và gần nhau cũng tác dụng lực lên lẫn nhau: nếu hai dây mang dòng điện cùng chiều nhau thì sẽ hút nhau, trong khi dòng điện chạy trong hai dây ngược chiều nhau thì hai dây sẽ đẩy nhau. Tương tác được truyền bởi từ trường do mỗi dòng điện tạo ra và là cơ sở cho định nghĩa đơn vị đo Ampe.

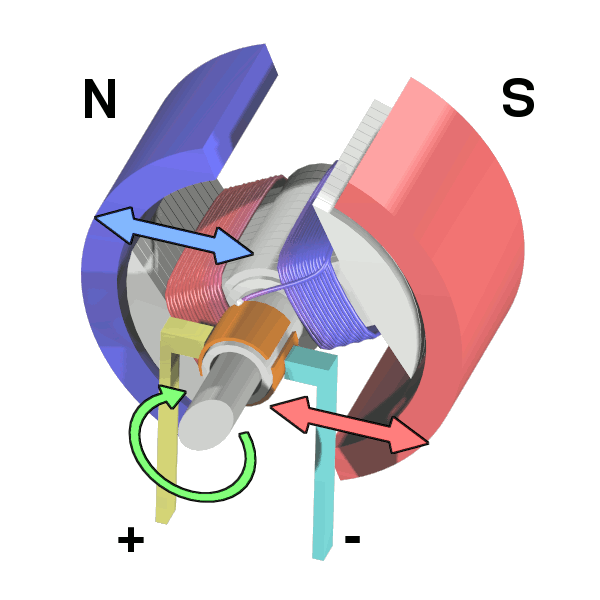
Động cơ điện hoạt động dựa trên nguyên lý quan trọng của điện từ học: dòng điện chạy qua một từ trường sẽ chịu một lực tác dụng vuông góc với từ trường và dòng điện.

Mối liên hệ giữa từ trường và dòng điện là cực kỳ quan trọng, nó dẫn Michael Faraday tới phát minh ra động cơ điện vào năm 1821. Động cơ một cực của Faraday gồm một nam châm vĩnh cửu đặt trong bình chứa thủy ngân. Một dòng điện chạy qua sợi dây có treo một thanh đứng nhúng vào thủy ngân. Nam châm đặt trong bình thủy ngân tác dụng một lực tiếp tuyến lên thanh đứng và sợi dây, làm cho nó quay tròn quanh nam châm cho tới khi còn duy trì dòng điện chạy qua sợi dây đó.
Năm 1831 Faraday thực hiện thí nghiệm khi cho sợi dây di chuyển theo hướng vuông góc với từ trường thì hai điểm đầu và cuối của sợi dây sẽ xuất hiện một hiệu điện thế. Phân tích sâu hơn thí nghiệm này, mà ngày nay biết đến là hiện tượng cảm ứng điện, cho phép ông phát biểu thành định luật cảm ứng điện từ Faraday, rằng hiệu điện thế cảm ứng trong một mạch kín tỷ lệ với tốc độ thay đổi của từ thông đi qua mạch kín đó. Khám phá này cho phép ông là người đầu tiên phát minh ra máy phát điện vào năm 1831, theo đó nó biến đổi cơ năng từ một đĩa đồng quay thành điện năng. Mặc dù đĩa Faraday có hiệu suất thấp và không được ứng dụng thực tế, nhưng nó chỉ ra khả năng phát điện bằng sử dụng nam châm, một khả năng được hiện thực hóa nhờ công trình của các nhà vật lý và kỹ thuật sau này.

### Mạch điện

Một mạch điện cơ bản. Nguồn hiệu điện thế V phía trái hướng dòng điện I chạy quanh mạch, truyền tải năng lượng điện qua điện trở R. Từ điện trở, dòng điện trở lại nguồn hiệu điện thế, kết thúc một chu trình trong mạch điện.

Mạch điện là tập hợp các linh kiện điện tử kết nối với nhau cho phép điện tích chạy quanh một vòng kín (mạch), để thực hiện nhiều chức năng hữu ích khác nhau.
Có nhiều dạng linh kiện điện tử trong mạch điện, như điện trở, tụ điện, công tắc, máy biến áp và các linh kiện khác. Mạch điện tử chứa các linh kiện chủ động, thường là linh kiện bán dẫn, đặc biệt tính chất hoạt động của chúng thể hiện tính phi tuyến, đòi hỏi những phương pháp phân tích mạch phức tạp. Các linh kiện điện đơn giản nhất được gọi là linh kiện điện tử thụ động và tuyến tính: chúng có thể tạm thời tích trữ năng lượng nhưng không phải là nguồn điện, và thể hiện hoạt động và tính chất tuyến tính khi bị kích thích.(tr15–16)
Điện trở là linh kiện điện tử thụ động đơn giản nhất: như tên gọi của nó, nó cản trở dòng điện chạy qua, biến năng lượng điện thành nhiệt năng. Điện trở suất là hệ quả của điện tích chuyển động bên trong vật dẫn: ví dụ trong kim loại, điện trở là do sự va chạm giữa các electron và các ion. Định luật Ohm là định luật cơ bản trong lý thuyết mạch điện, phát biểu rằng dòng điện chạy qua một điện trở tỷ lệ thuận với hiệu điện thế giữa hai đầu điện trở. Điện trở suất của hầu hết các vật liệu ít thay đổi trong một phạm vi nhiệt độ và cường độ dòng điện; và những vật liệu tuân theo các tính chất này được gọi là 'ohmic'. Đơn vị của điện trở là ohm, đặt tên để vinh danh nhà vật lý Georg Ohm, và ký hiệu bằng chữ cái Hy Lạp Ω. 1 Ω là điện trở khi áp một hiệu điện thế bằng 1 vôn giữa hai đầu điện trở bằng dòng điện 1 ampe chạy qua.(tr30–35)
Tụ điện là linh kiện có nguồn gốc từ bình Leyden và nó có thể lưu được điện tích, do vậy tích trữ được năng lượng điện và tạo ra điện trường. Nó gồm hai bản cực với một lớp điện môi cách điện ở giữa; trong ứng dụng thực tế, các lá kim loại mỏng cuộn lại với nhau, làm tăng diện tích bề mặt trên một đơn vị thể tích và do đó làm tăng điện dung. Đơn vị của điện dung là farad, đặt tên theo Michael Faraday, và có ký hiệu là F: ở đây 1 farad là điện dung giữa hai bản cực kim loại tích điện 1 coulomb khi áp hiệu điện thế 1 vôn vào giữa hai bản. Tụ điện nối với nguồn hiệu điện thế ban đầu sẽ làm cho hai bản cực tích điện trái dấu; tuy vậy giá trị điện tích này theo thời gian sẽ giảm dần về 0. Vì thế tụ điện không duy trì một dòng điện 1 chiều ổn định, mày thay vào đó là ngăn chặn nó.(tr216–220)
Cuộn cảm là một vật dẫn điện, thường bằng dây dẫn điện với vài vòng quấn. Nó lưu trữ năng lượng trong từ trường khi có một dòng điện chạy qua. Khi dòng điện biến đổi, từ trường do nó sinh ra cũng biến đổi theo, sinh ra hiệu điện thế cảm ứng giữa hai đầu cuộn cảm. Hiệu điện thế này tỷ lệ với sự thay đổi theo thời gian của dòng điện. Hằng số tỷ lệ này gọi là độ tự cảm. Đơn vị của độ tự cảm là henry, đặt tên theo Joseph Henry nhà vật lý cùng thời với Faraday. 1 henry là độ tự cảm sẽ cảm ứng ra một hiệu điện thế 1 vôn nếu dòng điện chạy qua cuộn cảm với tốc độ biến đổi bằng 1 ampe trên giây. Sự hoạt động của cuộn cảm có thể coi là ngược với sự hoạt động của tụ điện: nó sẽ cho dòng điện 1 chiều tự do chạy qua, nhưng sẽ chống lại sự biến đổi nhanh chóng của dòng điện (dòng xoay chiều chẳng hạn).(tr226–229)

### Công suất điện
Công suất điện là tốc độ mà năng lượng điện được truyền tải bởi một mạch điện. Đơn vị SI của công suất là watt, bằng 1 joule trên giây.
Công suất điện, giống như công suất cơ học, là tốc độ sinh công với đơn vị đo là watt, được ký hiệu bằng chữ P. Công suất điện theo đơn vị watt tạo ra bởi 1 dòng điện I chứa điện tích Q trong thời gian t duy trì bởi hiệu điện thế V là
{\displaystyle P={\frac {QV}{t}}=IV\,}
với
Q là điện tích đo bằng coulomb
t là thời gian đo bằng giây
I là cường độ dòng điện đo bằng ampe
V là hiệu điện thế đo bằng vôn
Điện năng nói chung được cung cấp đến doanh nghiệp và hộ gia đình bởi ngành công nghiệp điện lực. Điện thường được bán theo số kilowatt giờ (3,6 MJ) chính bằng tích của công suất đo theo kilowatt nhân với thời gian tiêu thụ tính bằng giờ. Các hãng phân phối và bán điện thường dùng công tơ điện nhằm đo lượng điện năng mà khách hàng sử dụng. Do là một dạng năng lượng có entropy thấp, điện có thể biến đổi thành chuyển động và nhiều dạng năng lượng khác với hiệu suất cao.

### Điện tử học

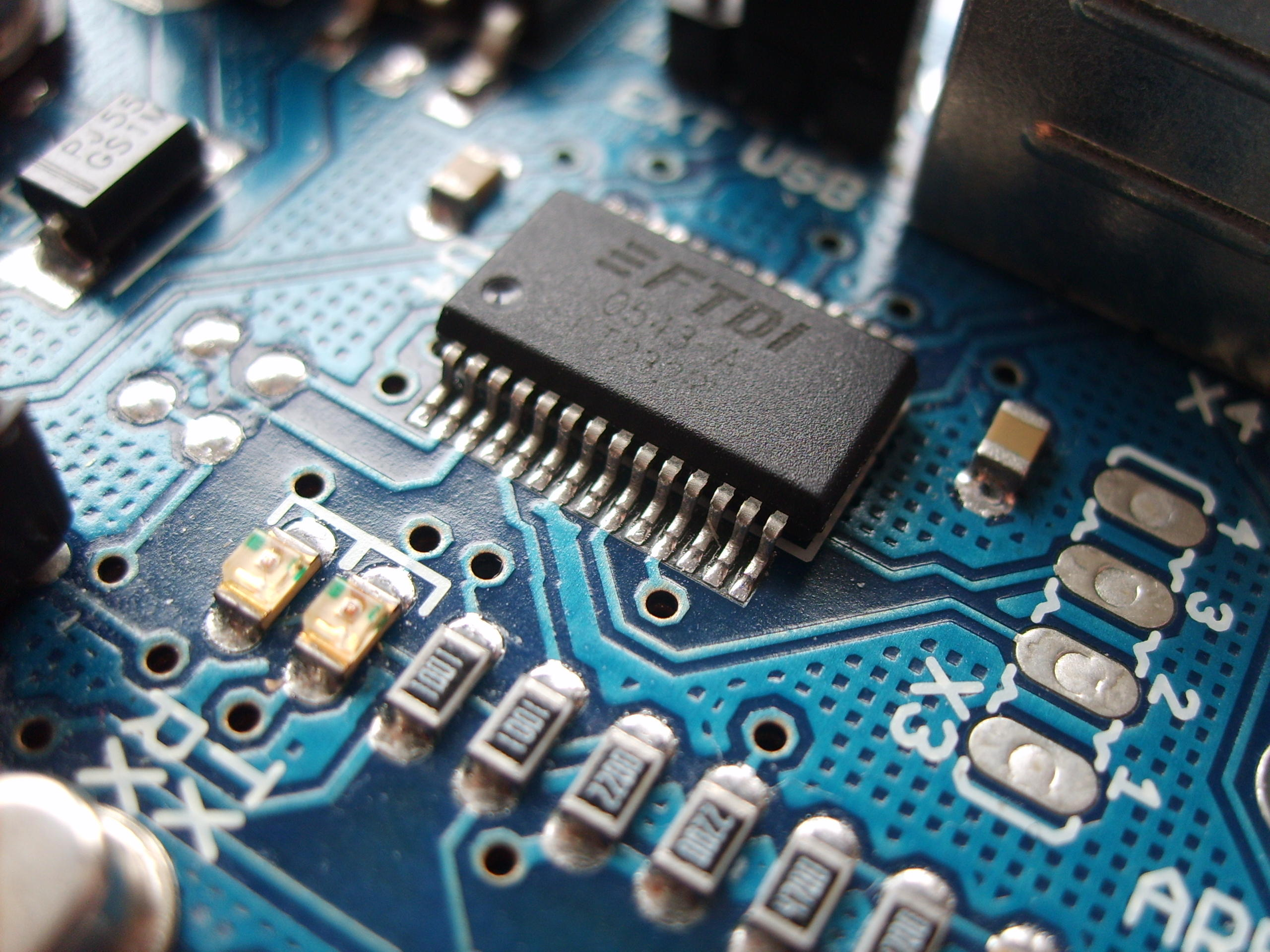
Các linh kiện điện tử được dán lên bo mạch.

Điện tử học nghiên cứu và ứng dụng mạch điện chứa các linh kiện điện chủ động như đèn điện tử chân không, transistor, điốt bán dẫn và vi mạch, cũng như công nghệ kết hợp với các linh kiện bị động.(tr1–5, 71) Đặc tính phi tuyến của các linh kiện chủ động và khả năng kiểm soát dòng electron của chúng tạo nên tính khả thi cho công tắc kỹ thuật số,(tr75) và điện tử học được ứng dụng rộng rãi trong công nghệ xử lý thông tin, viễn thông, và xử lý tín hiệu. Công nghệ liên kết các linh kiện như các mạch in, công nghệ đóng gói điện tử, và những hạ tầng viễn thông khác hoàn chỉnh tính năng của mạch và kết hợp các linh kiện với nhau thành một hệ thống làm việc theo chức năng của nó.
Ngày nay, đa số các thiết bị điện tử sử dụng các linh kiện bán dẫn để điều khiển các electron. Khoa học nghiên cứu các thiết bị bán dẫn và công nghệ liên quan được xem là một nhánh của vật lý trạng thái rắn, trong khi lĩnh vực thiết kế và chế tạo các mạch điện tử nhằm giải quyết các vấn đề thực tế được nghiên cứu trong kỹ thuật điện tử.

### Vô tuyến
Các nghiên cứu của Faraday và Ampère chứng minh rằng từ trường biến đổi theo thời gian hoạt động như là nguồn của điện trường, và điện trường biến đổi theo thời gian trở thành nguồn của từ trường. Do vậy khi một trong hai trường này biến đổi thì trường kia sẽ xuất hiện một cách cảm ứng.(tr696–700) Hiện tượng này hình thành lên dạng sóng gọi là sóng điện từ. Sóng điện từ được James Clerk Maxwell phân tích về mặt lý thuyết vào năm 1864. Maxwell phát triển một hệ phương trình cho phép miêu tả mối quan hệ qua lại giữa điện trường, từ trường, điện tích và dòng điện. Ông thậm chí còn chứng minh được sóng điện từ lan truyền với tốc độ ánh sáng, và do đó ánh sáng cũng là một dạng sóng điện từ. Lý thuyết Maxwell, trong đó thống nhất ánh sáng, các trường, và điện tích là một trong những thành tựu lớn của vật lý lý thuyết.(tr696–700)
Cũng với các nghiên cứu của nhiều nhà khoa học khác dẫn đến việc sử dụng các thiết bị điện tử nhằm biến đổi tín hiệu thành dòng điện dao động với tần số cao, và thông qua các ăng ten thu và phát, điện cho phép truyền và nhận các tín hiệu vô tuyến trên khoảng cách toàn cầu và liên hành tinh.

## Sản xuất và ứng dụng

### Sản xuất và truyền tải

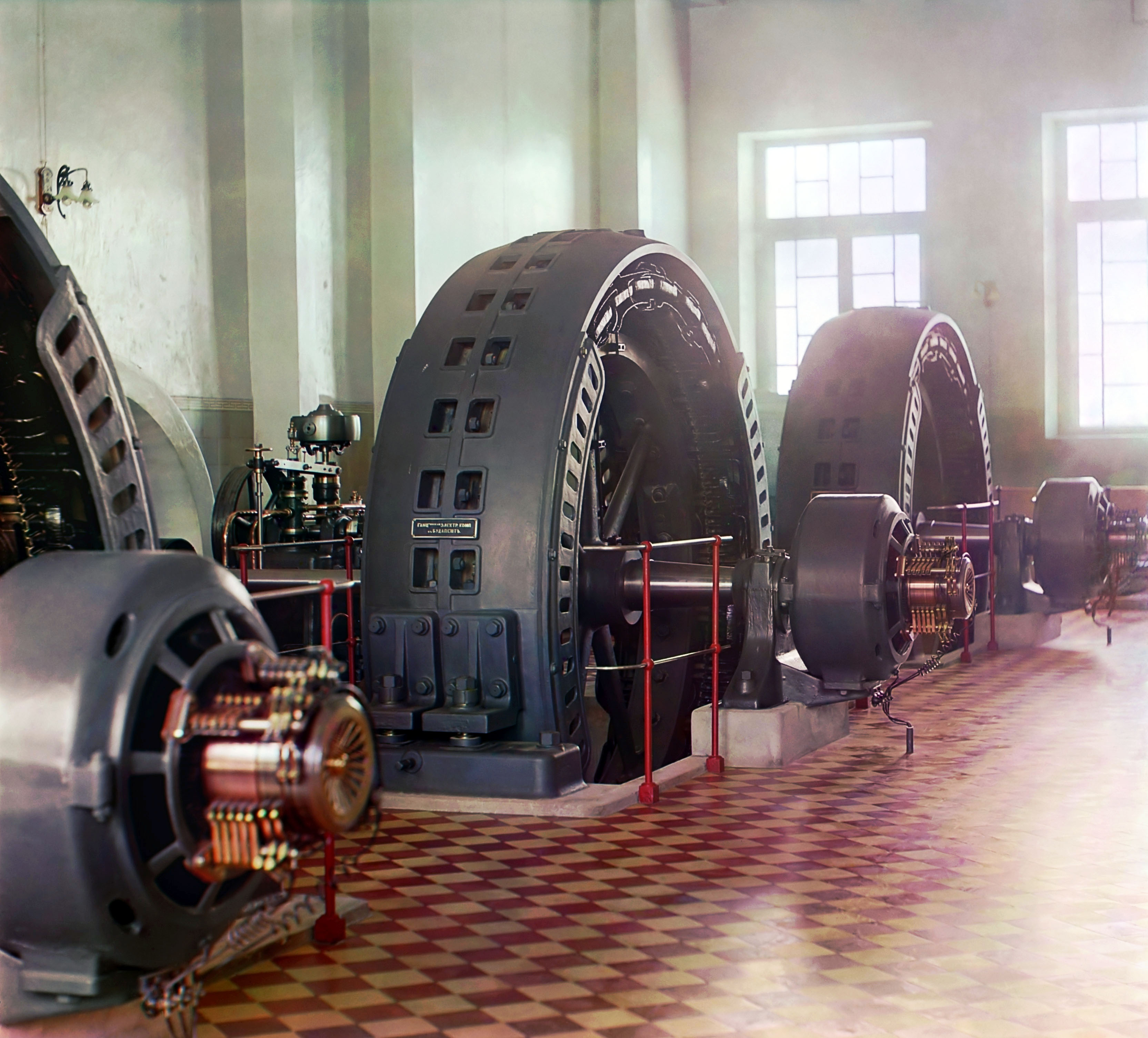
Bên trong một tổ máy thủy điện, Budapest, Hungary, đầu thế kỉ 20

Thí nghiệm của Thales với thanh hổ phách là nghiên cứu đầu tiên liên quan đến việc sản xuất ra điện. Dù phương pháp này, còn gọi là hiệu ứng điện ma sát, có thể hút được vật nhẹ và tạo ra tia điện, nhưng nó lại là phương pháp rất ít hiệu quả. Các nguồn điện đáng kể chỉ xuất hiện cho đến tận khi phát minh ra pin Volta vào thế kỷ 18. Pin Volta, và các thế hệ hiện đại của nó, như pin điện, có thể tích trữ được năng lượng hóa học và đáp ứng được những nhu cầu tiêu thụ điện năng của các thiết bị.
Điện năng thường được sản xuất từ các máy phát cơ – điện quay bởi các tuabin hơi được đun nóng từ việc đốt nhiên liệu hóa thạch, hoặc từ nhiệt giải phóng ra từ các lò phản ứng hạt nhân; hoặc từ những nguồn khác như thu cơ năng từ gió hoặc dòng chảy của nước. Tuabin hơi hiện đại đầu tiên được Sir Charles Parsons phát minh ra vào năm 1884. Các máy phát điện ngày nay không giống như máy phát của Faraday chế tạo năm 1831, nhưng cơ sở hoạt động của chúng vẫn dựa trên nguyên lý cảm ứng điện từ đó là khi có một từ trường biến đổi cắt qua giữa hai đầu của một vẫn dẫn thì giữa hai điểm đó sẽ xuất hiện một hiệu điện thế cảm ứng. Điện tạo ra bằng tấm quang năng lại dựa trên một cơ chế khác: bức xạ Mặt Trời được chuyển hóa trực tiếp thành điện năng nhờ hiệu ứng quang điện.

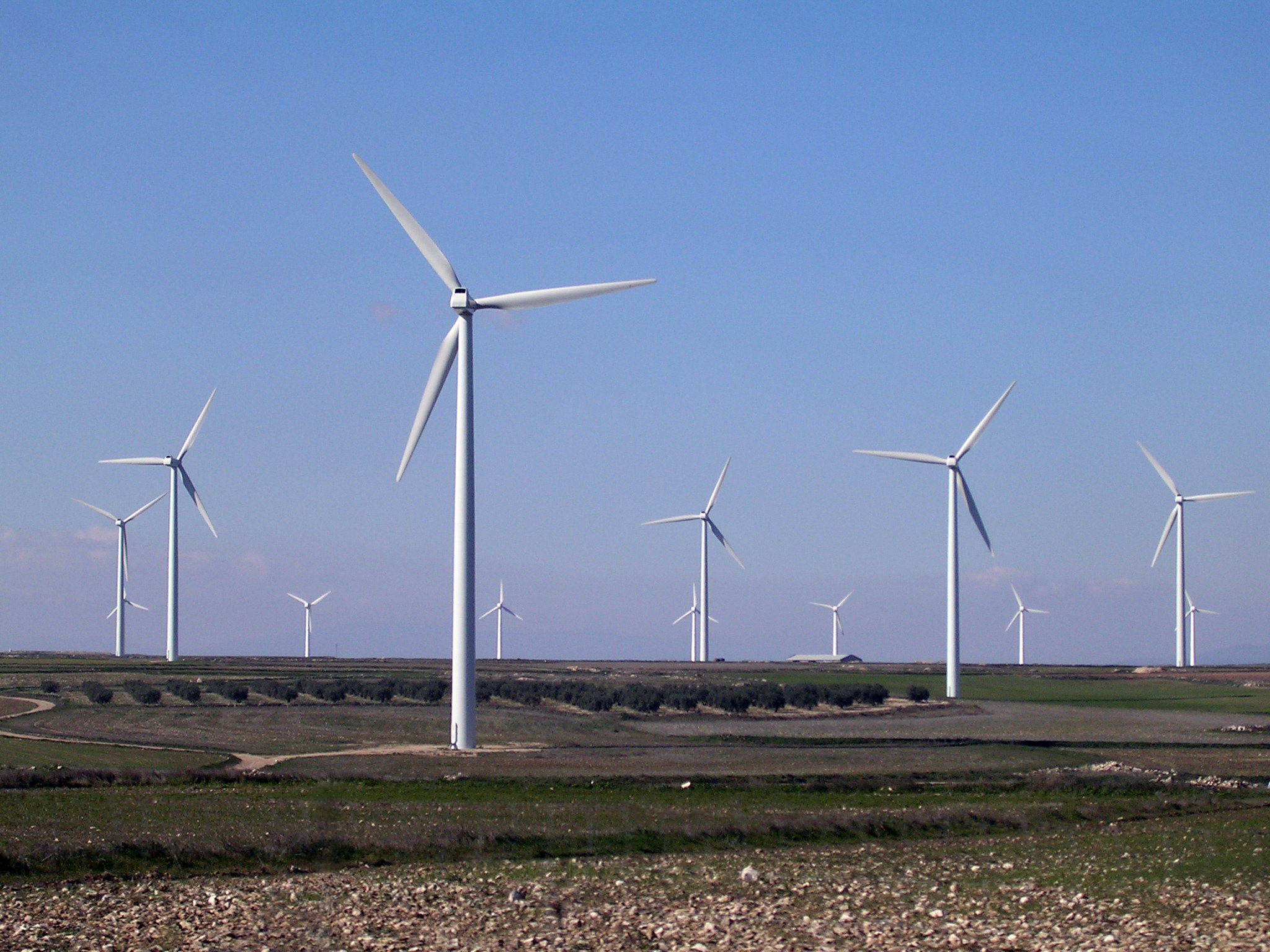
Năng lượng gió đã tăng đáng kể ở nhiều quốc gia.

Nhu cầu tiêu thụ điện năng tăng một cách nhanh chóng tại các quốc gia hiện đại có nền kinh tế phát triển. Tại Hoa Kỳ, nhu cầu này tăng 12% trong mỗi năm của ba thập kỷ đầu trong thế kỷ 20, tốc độ tăng trưởng này cũng bằng với mức mà ngày nay các nền kinh tế mới nổi cần phải đáp ứng như Ấn Độ hay Trung Quốc. Về mặt lịch sử, tốc độ tăng trưởng trong nhu cầu tiêu thụ điện năng đã vượt qua mọi nhu cầu tiêu thụ các dạng năng lượng khác.
Vấn đề môi trường liên quan đến sản xuất điện năng đã dẫn đến sự tập trung nghiên cứu và phát triển việc sản xuất điện từ các nguồn năng lượng tái tạo, đặc biệt là năng lượng gió và năng lượng Mặt Trời. Trong khi nhiều quốc gia và tổ chức vẫn còn tranh luận về những tác động môi trường từ việc sản xuất điện năng từ các nguồn năng lượng hóa thạch cũng như năng lượng tái sinh, nhưng rõ ràng việc sử dụng năng lượng tái sinh là khá sạch. Ngày nay trong lĩnh vực sản xuất điện năng, năng lượng gió và Mặt Trời đã trở nên tiết kiệm chi phí, giúp đẩy nhanh công cuộc chuyển dịch năng lượng tránh sử dụng nhiên liệu hóa thạch.

### Truyền tải và dự trữ
Máy biến áp phát minh vào cuối thế kỷ 19 cho phép năng lượng điện được truyền tải đi xa một cách hiệu quả hơn ở mức dòng điện cao thế nhưng với cường độ dòng điện nhỏ. Hiệu suất truyền tải điện năng cao cũng có nghĩa là cho phép điện năng được sản xuất một cách tập trung tại các nhà máy phát điện, mang lại hiệu quả kinh tế, cũng như có thể truyền tại điện đi xa nếu cần thiết.
Năng lượng điện thường không thể dễ dàng tích trữ, do vậy điện năng phải được sản xuất đủ lớn để đáp ứng nhu cầu tiêu thụ. Cần phải luôn luôn tạo ra một lượng điện năng để duy trì trong lưới điện quốc gia nhằm tránh tổn thất và những tình huống bất ngờ không tránh khỏi. Với việc năng lượng tái tạo biến đổi (năng lượng gió và năng lượng Mặt Trời) chiếm tỷ trọng ngày càng lớn trong lưới điện, việc cân bằng giữa cung và cầu điện năng đang gặp phải nhiều thách thức. Nguồn dự trữ đang đóng vai trò ngày càng lớn trong việc thu hẹp khoảng cách cung–cầu. Có bốn loại công nghệ dự trữ năng lượng, mỗi loại có mức độ sẵn sàng về công nghệ khác nhau: pin (dự trữ điện hóa), dự trữ hóa học (ví dụ như hydro), nhiệt hoặc cơ (ví dụ như thủy điện tích năng).

### Ứng dụng

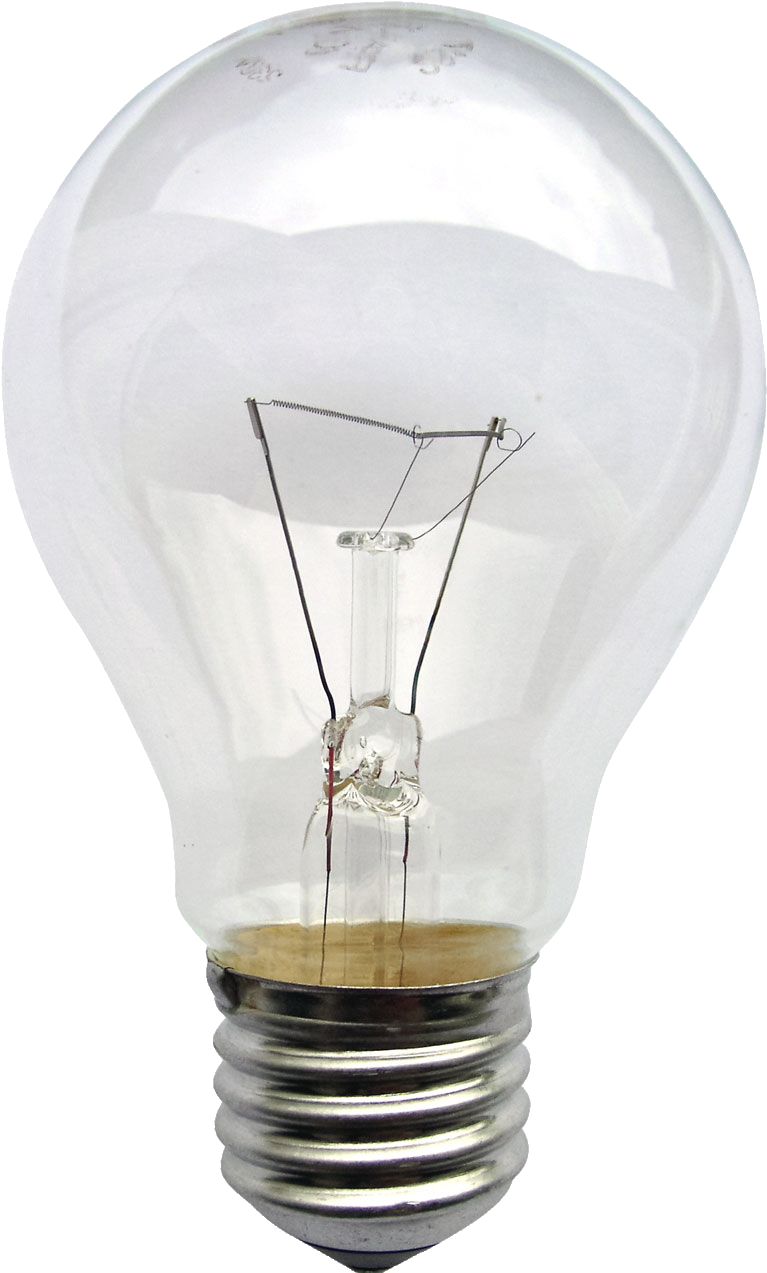
Bóng đèn sợi đốt, một trong những ứng dụng sớm của điện, hoạt động theo hiệu ứng giải phóng nhiệt Joule: khi có một dòng điện truyền qua điện trở hoặc vật dẫn thì vật đó sẽ bị nung nóng.

Điện là một dạng năng lượng rất thuận tiện cho truyền tải đi xa, và đã được áp dụng trong nhiều lĩnh vực khác nhau. Việc phát minh ra bóng đèn sợi đốt trong thập niên 1870 dẫn tới kỹ thuật chiếu sáng trở thành một trong những ứng dụng đầu tiên của năng lượng điện. Mặc dù dòng điện cũng mang lại những nguy hiểm, nhưng các thiết bị điện thay thế cho các lò sưởi hay thiết bị thắp sáng bằng khí gas cũng đã giảm thiểu rất nhiều những nguy hiểm của các thiết bị cũ trong nhà ở và nhà máy. Các tiện ích công cộng đã được thiết lập ở nhiều thành phố nhằm vào thị trường chiếu sáng điện đang phát triển. Vào cuối thế kỷ 20 và trong thời hiện đại, xu hướng đã bắt đầu chuyển sang hướng bãi bỏ quy định các quản lý trong lĩnh vực năng lượng điện.
Hiệu ứng giải phóng nhiệt Joule ứng dụng trong bóng đèn sợi đốt cũng được ứng dụng trực tiếp trong việc sưởi bằng điện. Trong khi việc giải phóng nhiệt là không thể tránh khỏi và có thể kiểm soát, dưới góc độ khác có thể coi hiệu ứng này lại gây ra sự lãng phí điện năng, do đa số các nhà máy phát điện đều đòi hỏi nhiệt năng để sản xuất ra điện. Tại một số nước, như Đan Mạch, đã có các đạo luật nhằm giới hạn hoặc ngăn cấm việc sử dụng điện để sưởi ấm trong các tòa nhà xây mới. Điện cũng là một nguồn năng lượng thiết thực cho sưởi ấm và làm lạnh, trong đó điều hòa không khí và máy bơm nhiệt thể hiện sự tăng nhu cầu tiêu thụ điện cho hai mục đích này, ảnh hưởng đến các công ty cung cấp điện năng ngày càng có nghĩa vụ phải đáp ứng. Điện khí hóa dự kiến sẽ đóng vai trò quan trọng trong quá trình giảm thiểu carbon của các ngành phụ thuộc vào việc đốt nhiên liệu hóa thạch trực tiếp, chẳng hạn như giao thông (sử dụng xe chạy điện) và sưởi ấm (sử dụng máy bơm nhiệt).
Các hiệu ứng điện từ học được ứng dụng rõ ràng nhất là trong động cơ điện, với hiệu suất hoạt động và thân thiện với môi trường hơn các động cơ truyền thống. Một động cơ cố định như cái tời có thể dễ dàng được cung cấp điện, nhưng một động cơ di chuyển chung với vật sử dụng nó, ví dụ như xe chạy điện, là cần thiết để mang theo một nguồn điện cung cấp đủ lâu như pin, hoặc để thu dòng điện từ một tiếp điểm trượt chẳng hạn như máy vẽ truyền. Phương tiện chạy bằng điện đã được ứng dụng trong giao thông công cộng, bao gồm xe buýt điện và tàu điện ngầm, cùng với xe chạy điện năng lượng pin sở hữu cá nhân.
Một trong những ứng dụng sớm nhất của điện đó là viễn thông, như điện tín, khi ngành này đi vào hoạt động thương mại vào năm 1837 bởi Cooke và Wheatstone. Với việc xây dựng hệ thống điện tín xuyên lục địa đầu tiên, và sau đó là hệ thống điện tín xuyên đại dương trong thập niên 1860, điện đã cho phép con người liên lạc được với nhau chỉ trong vòng vài phút trên phạm vi toàn cầu. Công nghệ sợi quang học và vệ tinh viễn thông đã dẫn thay thế hệ thống điện tín cũ, nhưng điện vẫn giữ vai trò quan trọng trong lĩnh vực thông tin ngày nay.
Các thiết bị điện tử ngày nay sử dụng transistor, được coi là một trong những sáng chế quan trọng nhất của thế kỷ 20, và là một thành phần cơ bản trong các mạch điện tử hiện đại. Ngày nay, một mạch tích hợp có thể chứa tới vài tỷ transitor trong phạm vi vài centimét vuông.

## Điện trong tự nhiên

### Hiệu ứng sinh lý học
Khi áp một hiệu điện thế vào cơ thể người sẽ có một dòng điện chạy qua các mô tế bào, và tuy mối quan hệ không phải là tuyến tính, với hiệu điện thế lớn hơn thì dòng điện chạy qua cũng lớn hơn. Có một ngưỡng giới hạn cho con người có thể cảm nhận dòng điện chạy qua cơ thể, mà ngưỡng này phụ thuộc vào tần số và đường đi của dòng điện. Ngưỡng này nằm trong khoảng 0,1 mA đến 1 mA đối với điện dân dụng, mặc dù những dòng cỡ microamp vẫn có thể phát hiện ra thông qua hiệu ứng điện rung (electrovibration) dưới những điều kiện cụ thể. Khi dòng điện đủ lớn nó sẽ gây ra sự co cơ, co cơ sợi (fibrillation) của tim, và bỏng da. Do không có bất kỳ một dấu hiệu rõ ràng nào cho thấy một vật dẫn (dây điện) đang có điện (ngoại trừ các đèn báo...) khiến cho việc điện hở là một mối nguy hiểm. Sự đau đớn gây ra bởi điện giật là rất lớn, do đó mà có những nơi sử dụng điện trong các phương thức tra tấn và có thể gây chết. Một số tiểu bang của Hoa Kỳ vẫn còn áp dụng tử hình bằng điện giật, mặc dù hình thức này đã trở nên hiếm gặp vào cuối thế kỷ 20.
Một số ít người được cho là có khả năng đặc biệt như cơ thể tự phát ra điện, không cảm thấy gì khi có dòng điện chạy qua, gây ảnh hưởng đến sinh hoạt bình thường của họ cũng như sự hiếu kỳ của xã hội, mặc dù hiện tượng trên có thể được giải thích một cách hợp lý dưới góc nhìn khoa học.

### Hiệu ứng điện trong tự nhiên

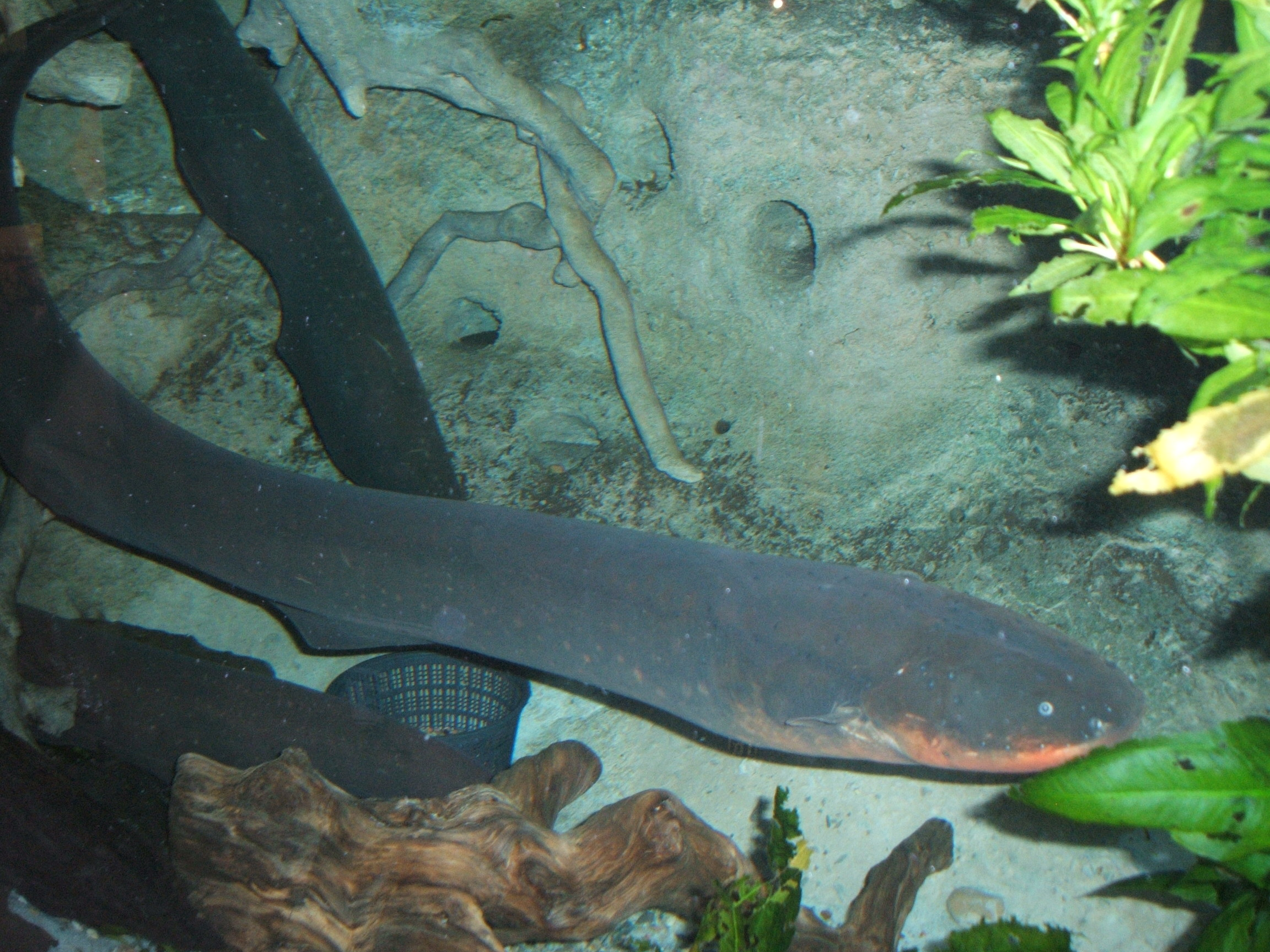
Cá chình điện, Electrophorus electricus

Điện không phải là phát minh của loài người và có thể quan sát ở nhiều dạng khác nhau trong tự nhiên, điển hình là sét. Nhiều tương tác quen biết ở tầm vĩ mô, như chạm, ma sát hay liên kết hóa học là tương tác giữa các điện trường trên quy mô nguyên tử. Từ trường Trái Đất có nguồn gốc từ cơ chế thủy từ bởi dòng điện chạy qua lõi hành tinh. Có những tinh thể như thạch anh, hay thậm chí đường, khi tác dụng một ngoại lực lên chúng thì sẽ xuất hiện một hiệu điện thế giữa hai bề mặt. Hiện tượng áp điện này do hai nhà khoa học Pierre và Jacques Curie phát hiện ra vào năm 1880. Hiệu ứng này có tính tương hỗ, tức là khi vật liệu áp điện chịu tác dụng của một điện trường ngoài thì hình dạng của nó sẽ chịu sự thay đổi nhỏ.
Một số loài, như cá mập, có khả năng phát hiện và đáp ứng lại sự thay đổi điện trường, hiện tượng tiếp điện (electroreception), trong khi những loại khác có thể tự phát ra điện (electrogenic) dùng để săn mồi hoặc phòng vệ. Bộ Cá chình điện, mà hay gặp là cá chình điện, phát hiện hoặc phóng điện vào con mồi thông qua các tế bào cơ sửa đổi gọi là electrocytes. Hệ thống thần kinh của mọi động vật truyền thông tin giữa các màng tế bào bằng xung điện gọi là thế tác động (action potential), với chức năng trong hệ thần kinh là giao tiếp giữa các nơron và cơ. Khi có điện giật sẽ làm kích thích hệ thống này làm cho cơ co lại. Thế tác động cũng xuất hiện ở một số loài thực vật trong hoạt động điều phối giữa các thực vật với nhau.

## Trong văn hóa
Theo giai thoại, năm 1850, chính trị gia người Anh William Gladstone hỏi nhà khoa học Michael Faraday vì sao điện lại có giá trị. Faraday trả lời: "Một ngày nào đó, thưa ngài, ngài có thể đánh thuế nó." Tuy nhiên, theo Snopes, "giai thoại này nên được coi là ngụy tạo bởi vì nó không được đề cập trong bất kỳ ghi chép nào (thư, báo hoặc tự truyện) của Faraday hoặc những người cùng thời với ông và chỉ xuất hiện rất lâu sau khi Faraday qua đời".
Trong thế kỷ 19 và đầu thế kỷ 20, điện chưa phải là một phần thiết yếu và có mặt trong đời sống thường ngày của đa số mọi người, ngay cả ở những nước công nghiệp phương Tây. Văn hóa đại chúng thời đó thường minh họa nó như là một hiện tượng bí ẩn, có thể cướp đi mạng sống, khôi phục lại sự sống hoặc làm biến đổi các định luật trong tự nhiên.(tr69) Quan điểm này bắt đầu từ thí nghiệm năm 1771 của Luigi Galvani với chân của những con ếch đã chết có thể động đậy được khi có dòng điện chạy qua nó. "Sự tái sinh" hoặc phụ hồi cái chết của một người đã được công bố trong các tài liệu y học ngay sau thí nghiệm của Galvani. Những kết quả này đã được Mary Shelley đưa vào tiểu thuyết Frankenstein (1819), mặc dù bà không đặt tên cho các phương pháp tái sinh các quái vật trong tiểu thuyết này. Các quái vật tái sinh đã xuất hiện trong nhiều phim kinh dị và khoa học viễn tưởng sau này.
Khi xã hội bắt đầu quen với việc điện trở thành phần cốt lõi trong cuộc cách mạng công nghiệp lần thứ hai, những người sử dụng điện thường được nhìn nhận theo hướng tích cực hơn, chẳng hạn như các công nhân "làm chết những ngón tay ở đầu găng tay khi họ cắt và nối lại những sợi dây sống" trong bài thơ Sons of Martha của Rudyard Kipling năm 1907. Các thiết bị và xe chạy điện nhanh chóng được miêu tả trong các tiểu thuyết như của Jules Verne và trong sách về Tom Swift. Các nhà khoa học và kỹ thuật nghiên cứu về điện thời đó như Thomas Edison, Charles Steinmetz hay Nikola Tesla được công chúng coi như là những pháp sư về năng lượng.(tr71)
Khi điện mất đi tính lạ thường và trở nên quá quen thuộc đối với con người trong nửa cuối thế kỷ 20, văn hóa đại chúng chỉ thật sự chú ý đến nó khi nó ngừng chạy, một sự kiện thường gây ra các thiệt hại lớn về kinh tế. Những người giữ cho dòng điện luôn chạy, chẳng hạn như nhân vật chính không tên trong ca khúc "Wichita Lineman" (1968) của Jimmy Webb, vẫn thường được xem là hình tượng anh hùng, tựa như pháp sư.(tr71)

## Các đại lượng vật lý
- Điện tích Q (C)
- Cường độ dòng điện I (A)
- Hiệu điện thế U (V)
- Điện trở R (Ω)
- Công suất: P (W), Q (var), S (VA)
- Công W: WP, WQ, WS